# Parafia Chrystusa Króla we Włocławku
Parafia Chrystusa Króla we Włocławku – rzymskokatolicka parafia we Włocławku, należąca do diecezji włocławskiej i dekanatu włocławskiego I. Powołana w 1933 roku przez księdza biskupa Karola Radońskiego. Obsługiwana przez księży diecezjalnych.

## Duszpasterze
- proboszcz: ks. dr Jacek Bartczak (od 2022)

## Kościoły
- kościół parafialny: kościół Chrystusa Króla we Włocławku